# Bad Blood (bài hát của Taylor Swift)
"Bad Blood" là một bài hát của ca sĩ người Mỹ Taylor Swift nằm trong album phòng thu thứ năm của cô, 1989 (2014). Phiên bản remix của bài hát, với sự tham gia góp giọng của rapper người Mỹ Kendrick Lamar, được phát hành vào ngày 17 tháng 5 năm 2015, bởi Republic Records như là đĩa đơn thứ 4 trích từ album. Phiên bản gốc của nó do Swift, Max Martin, và Shellback đồng sáng tác, trong khi Lamar viết phần rap của mình cho bản remix. Nội dung của "Bad Blood" đề cập đến sự phản bội của một người bạn thân, mà theo suy đoán của giới phê bình thì ca sĩ Katy Perry chính là nhân vật được đề cập đến.
Việc làm mới phần sản xuất cũng như sự góp mặt của Lamar trong "Bad Blood" đã nhận được nhiều lời tán dương từ các nhà phê bình đương đại. Nó đạt vị trí số một ở 6 quốc gia trong đó có Billboard Hot 100 của Mỹ, trở thành đĩa đơn thứ 3 từ 1989 làm được điều này,đồng thời bán được gần 20 triệu bản trên toàn cầu. Video âm nhạc của bài hát do Joseph Kahn làm đạo diễn với sự tham gia của dàn nghệ sĩ hùng hậu, đã phá vỡ kỷ lục về số lượt xem trong ngày đầu phát hành trên Vevo, trước khi bị "Hello" của Adele vượt qua. Nó giành giải thưởng Video của năm tại Lễ trao giải Video âm nhạc của MTV năm 2015. Bài hát nhận được một đề cử giải Grammy ở hạng mục Trình diễn Song ca/Nhóm nhạc pop xuất sắc nhất trong khi video của nó đã chiến thắng giải Video ca nhạc xuất sắc nhất.
Một phiên bản hát lại của "Bad Blood" đã được phát hành như là đĩa đơn quảng bá đầu tiên trích từ album hát lại 1989 của Ryan Adams vào tháng 9 năm 2015.

## Video âm nhạc
Video âm nhạc được đạo diễn bởi Joseph Kahn, người từng thực hiện video âm nhạc cho "Blank Space". Video được ghi hình tại Los Angeles, California từ ngày 9 đến 13 tháng 4 năm 2015, nhưng lại lấy bối cảnh tại Đường Liverpool, Luân Đôn. Swift bắt đầu hé lộ video trên Instagram bằng những tấm ảnh của từng nhân vật với tên được chọn bởi mỗi diễn viên, trước khi video được ra mắt ngày 17 tháng 5 năm 2015, mở đầu cho lễ trao giải Billboard Music Awards 2015.
Rolling Stone mô tả đây là video "neo-noir của tương lai". Daniel D’Addario từ Time gọi đây là video âm nhạc "tỉ mỉ nhất" của Swift và so sánh với Sin City. Billboard so sánh video này với "Toxic" và "Womanizer" của Britney Spears, khi cả hai đều do Kahn đạo diễn.
Tính đến ngày 8/3/2025, MV đã có hơn 1,6 tỷ lượt xem, là MV nhiều view thứ 4 của cô

## Những người thực hiện
Đội ngũ tham gia sản xuất 1989 dựa trên phần bìa ghi chú.
| - Taylor Swift - hát chính, người viết bài hát, giọng nền - Max Martin - nhà sản xuất, người viết bài hát, keyboards, dương cầm, lập trình - Shellback - nhà sản xuất, người viết bài hát, guitar mộc, bass, keyboards, bộ gõ, lập trình, giọng nền, dậm chân và tiếng ồn - Michael Ilbert - thu âm | - Sam Holland - thu âm - Cory Bice - trợ lý thu âm - Serban Ghenea - phối khí - John Hanes - kỹ sư phối khí - Tom Coyne - lập trình |  |

## Xếp hạng và chứng nhận doanh số
| Bảng xếp hạng (2014-15)                              | Vị trí cao nhất |
| ---------------------------------------------------- | --------------- |
| Úc (ARIA)                                            | 1               |
| Áo (Ö3 Austria Top 40)                               | 22              |
| Bỉ (Ultratop 50 Flanders)                            | 26              |
| Bỉ (Ultratop 50 Wallonia)                            | 26              |
| Brazil (Billboard Brasil Hot 100)                    | 81              |
| Canada (Canadian Hot 100)                            | 1               |
| Canada AC (Billboard)                                | 27              |
| Canada CHR/Top 40 (Billboard)                        | 1               |
| Canada Hot AC (Billboard)                            | 1               |
| Chile (Chile Singles Chart)                          | 9               |
| Cộng hòa Séc (Rádio Top 100)                         | 29              |
| Châu Âu Digital Song Sales (Billboard)               | 2               |
| Phần Lan Download (Latauslista)                      | 5               |
| Pháp (SNEP)                                          | 14              |
| Trường songid là BẮT BUỘC CHO BẢNG XẾP HẠNG ĐỨC      | 29              |
| Hungary (Single Top 40)                              | 10              |
| Ireland (IRMA)                                       | 8               |
| Italy (FIMI)                                         | 93              |
| Israel (Media Forest TV Airplay)                     | 1               |
| Nhật Bản (Japan Hot 100)                             | 20              |
| Hà Lan (Dutch Top 40)                                | 33              |
| New Zealand (Recorded Music NZ)                      | 1               |
| Scotland (OCC)                                       | 1               |
| Slovakia (Rádio Top 100)                             | 65              |
| Nam Phi (EMA)                                        | 2               |
| Tây Ban Nha (PROMUSICAE)                             | 13              |
| Thụy Sĩ (Schweizer Hitparade)                        | 28              |
| Anh Quốc (OCC)                                       | 4               |
| Hoa Kỳ Billboard Hot 100                             | 1               |
| Hoa Kỳ Adult Contemporary (Billboard) Phiên bản solo | 9               |
| Hoa Kỳ Adult Pop Airplay (Billboard) Phiên bản solo  | 1               |
| Hoa Kỳ Dance/Mix Show Airplay (Billboard)            | 5               |
| Hoa Kỳ Dance Club Songs (Billboard)                  | 37              |
| Hoa Kỳ Pop Airplay (Billboard)                       | 1               |
| Hoa Kỳ Rhythmic (Billboard)                          | 6               |

| Bảng xếp hạng (2015)                 | Vị trí |
| ------------------------------------ | ------ |
| Australia (ARIA)                     | 18     |
| Canada (Canadian Hot 100)            | 11     |
| UK Singles (Official Charts Company) | 88     |
| US Billboard Hot 100                 | 15     |
| US Adult Contemporary (Billboard)    | 20     |
| US Adult Top 40 (Billboard)          | 11     |
| US Mainstream Top 40 (Billboard)     | 4      |

### Phiên bản của Ryan Adams
| Bảng xếp hạng (2015)            | Vị trí cao nhất |
| ------------------------------- | --------------- |
| Hoa Kỳ Rock Airplay (Billboard) | 36              |

## Chứng nhận
| Quốc gia                                                                                             | Chứng nhận   | Số đơn vị/doanh số chứng nhận |
| --- | ------------ | ----------------------------- |
| Úc (ARIA)                                                                                            | 8× Bạch kim  | 560.000‡                      |
| Áo (IFPI Áo)                                                                                         | Bạch kim     | 30.000‡                       |
| Brasil (Pro-Música Brasil)                                                                           | 2× Kim cương | 500.000‡                      |
| Canada (Music Canada)                                                                                | 3× Bạch kim  | 240.000*                      |
| Đan Mạch (IFPI Đan Mạch)                                                                             | Vàng         | 45.000‡                       |
| Đức (BVMI)                                                                                           | Vàng         | 150.000‡                      |
| Ý (FIMI)                                                                                             | Vàng         | 50.000‡                       |
| New Zealand (RMNZ)                                                                                   | 2× Bạch kim  | 60.000‡                       |
| Na Uy (IFPI)                                                                                         | Bạch kim     | 60.000‡                       |
| Bồ Đào Nha (AFP)                                                                                     | Bạch kim     | 20.000‡                       |
| Tây Ban Nha (PROMUSICAE)                                                                             | Vàng         | 30.000‡                       |
| Anh Quốc (BPI)                                                                                       | 2× Bạch kim  | 1.200.000‡                    |
| Hoa Kỳ (RIAA)                                                                                        | 6× Bạch kim  | 6.000.000‡                    |
| * Chứng nhận dựa theo doanh số tiêu thụ. ‡ Chứng nhận dựa theo doanh số tiêu thụ và phát trực tuyến. |              |                               |

## Lịch sử phát hành
| Khu vực | Ngày                | Định dạng              | Nhãn thu âm          |
| ------- | ------------------- | ---------------------- | -------------------- |
| Hoa Kỳ  | 17 tháng 5 năm 2015 | Tải nhạc số            | Big Machine          |
| Hoa Kỳ  | 19 tháng 5 năm 2015 | Contemporary hit radio | Big Machine Republic |